# Scaptia auriflua
Scaptia auriflua là một loài ruồi trong họ Tabanidae, phân bố ở Úc. Không giống các loài ruồi khác, loài này không cắn và không hút máu, nó chỉ hút mật hoa. Con trưởng thành dài khoảng 10 milimét (0,4 in), nó có lông rậm và cơ thể màu vàng để bắt chước ong.

## Hình ảnh

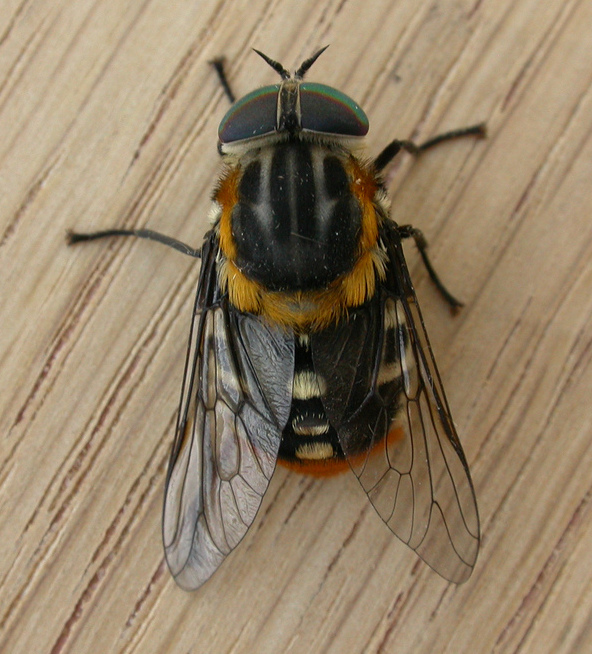
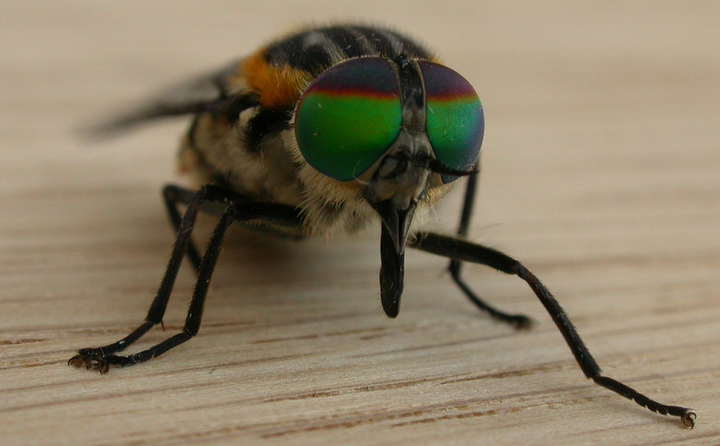